# آيت يحيى (آيت يحيى)
آيت يحيى هي إحدى مشيخات المملكة المغربية، تتبع جغرافيا لإقليم ميدلت وإداريًا لآيت يحيى. يقدر عدد سكانها بـ 16132 نسمة حسب الإحصاء الرسمي للسكان والسكنى لسنة 2004.